# Gefion-asteroid

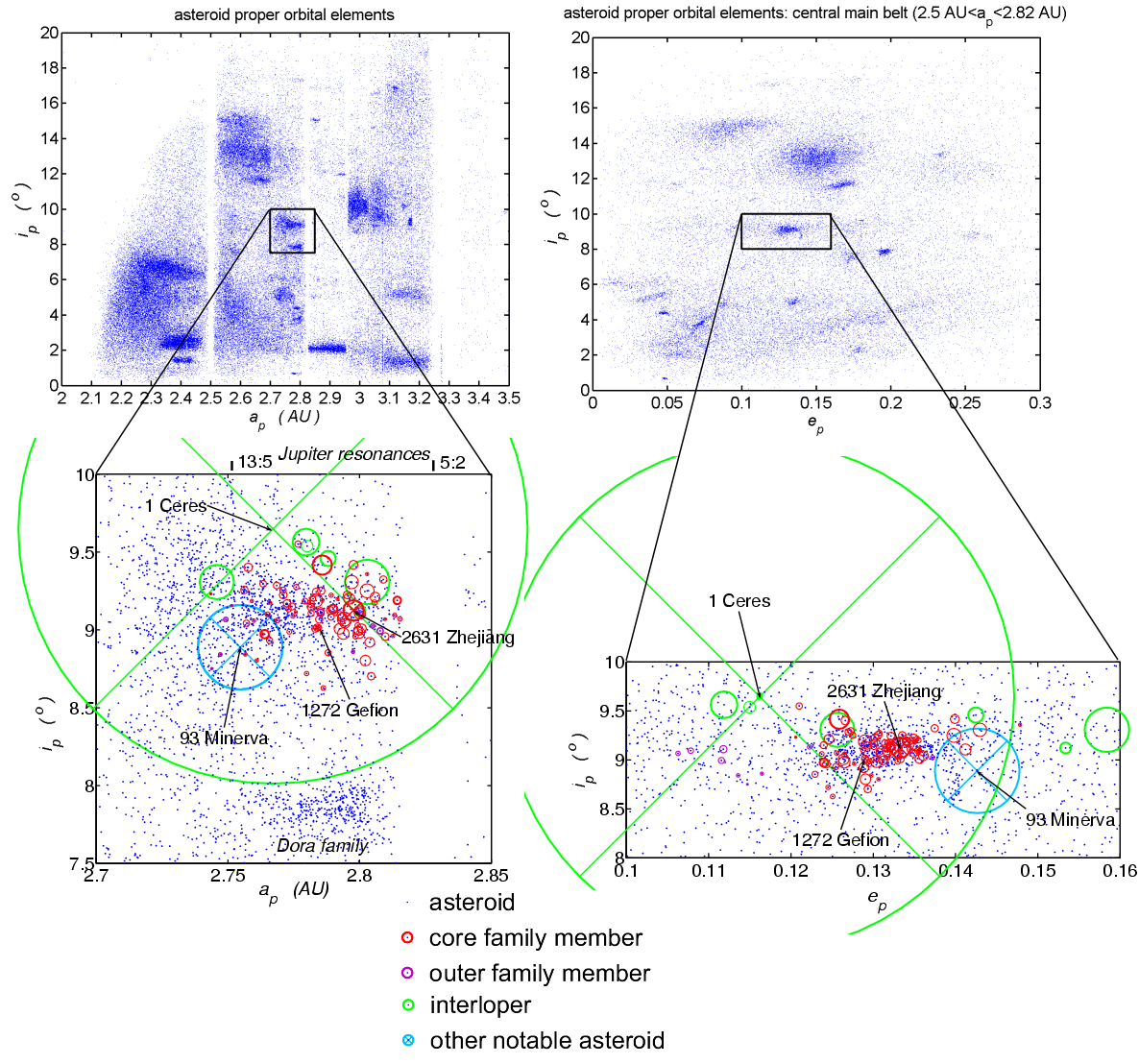
Lokalisering och struktur av Gefion-familjen.

Gefion-asteroiderna, eller Gefion-familjen, även känd som Ceres-asteroiderna, eller Minerva-familjen är en grupp asteroider i de centrala delarna av asteroidbältet. Den är en av de största asteroidfamiljerna, den har fler än 2 500 kända medlemmar.
Gemensamt för asteroider i gruppen är att de har en omloppsbana runt solen med en halv storaxel på mellan 2,74 och 2,82 AU och en excentricitet mellan 0,081 och 0,180 AU.
Familjen har fått namn efter medlemmen 1272 Gefion.